# Antonin (Ostrów Wielkopolski)
Pour les articles homonymes, voir Antonin.
Antonin est un village de la gmina de Przygodzice, du Powiat d'Ostrów Wielkopolski, dans la Voïvodie de Grande-Pologne, situé dans le centre-ouest de la Pologne.
Il se situe à environ 7 kilomètres à l'est de Przygodzice (siège de la gmina), 10 kilomètres au sud d'Ostrów Wielkopolski (siège du powiat) et 100 kilomètres au sud-est de Poznań (capitale de la voïvodie).

## Histoire
Lors du deuxième partage de la Pologne en 1793, Antonin est attribuée au royaume de Prusse et fut incorporée dans la province de Prusse-Méridionale puis, après le congrès de Vienne en 1815, dans le grand-duché de Posen (remplacé par la province de Posnanie en 1848) dans l'arrondissement d'Adelnau puis à partir de 1887, dans l'arrondissement d'Ostrowo
Le village se trouve au cœur du Parc naturel de la vallée de la Barycz.

## Administration
De 1975 à 1998, le village est attaché administrativement à l'ancienne Voïvodie de Kalisz.
Depuis, il dépend du Powiat d'Ostrów Wielkopolski.

## Monuments

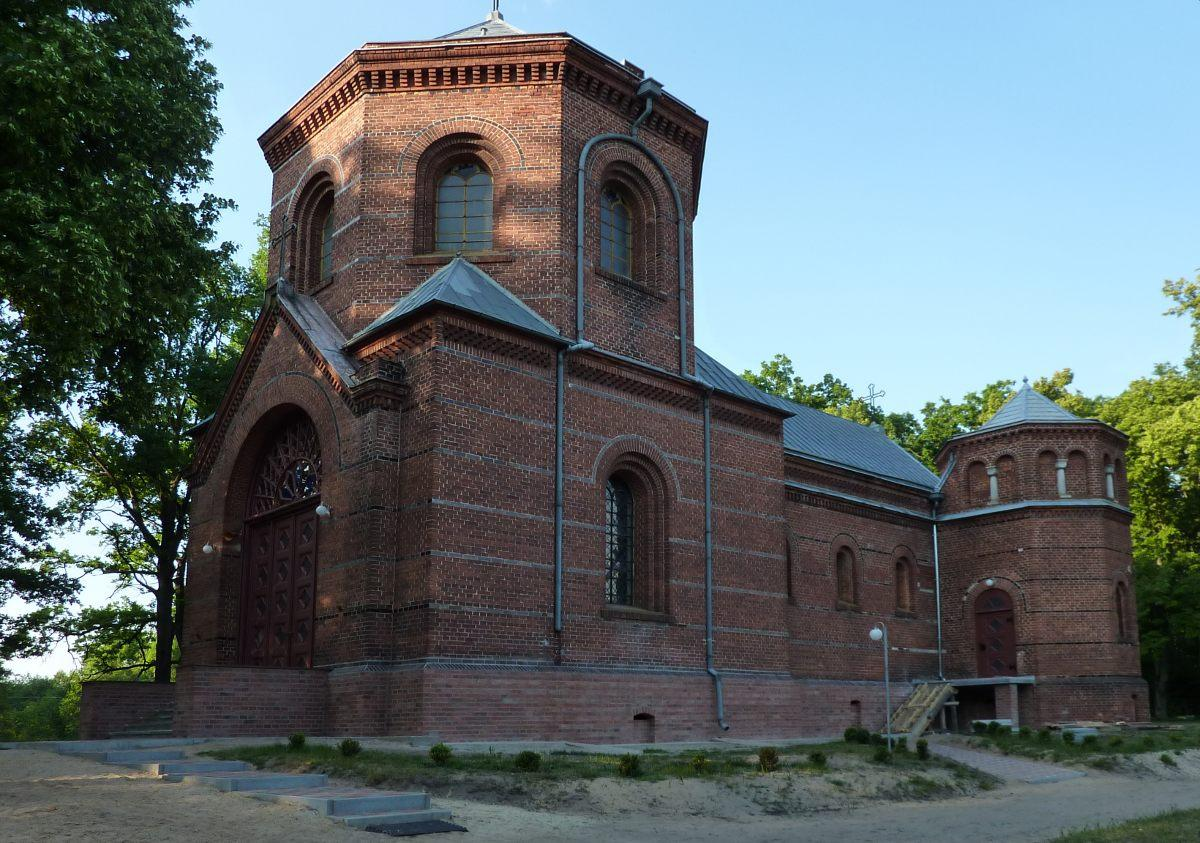
l'église Notre-Dame d'Ostrobrama

- L'église Notre-Dame d'Ostrobrama est bâtie par un élève de Karl Friedrich Schinkel.
- Pavillon de chasse de Antoni Henryk Radziwiłł selon l'architecte Karl Friedrich Schinkel

## Manifestations
- Tous les ans se déroule le festival Chopin aux couleurs d’Automne à Antonin.